# José Fernando Abascal
José Fernando Abascal, markis av Concordia, född den 3 juni 1743 i Oviedo, död den 30 juni 1821 i Madrid, var en spansk militär och statsman.
Abascal utmärkte sig såsom vicekonung i Peru 1804-16 för mycken kraft och duglighet samt deltog i striderna mot Napoleon I.